# FRI and College Area
FRI and College Area é uma vila no distrito de Dehradun, no estado indiano de Uttaranchal.

## Demografia
Segundo o censo de 2001, FRI and College Area tinha uma população de 5428 habitantes. Os indivíduos do sexo masculino constituem 53% da população e os do sexo feminino 47%. FRI and College Area tem uma taxa de literacia de 81%, superior à média nacional de 59.5%: a literacia no sexo masculino é de 84% e no sexo feminino é de 77%. Em FRI and College Area, 11% da população está abaixo dos 6 anos de idade.